# Patrizia Scascitelli
Patrizia Scascitelli (Roma, 15 ottobre 1949) è una pianista e musicista italiana.
Si è diplomata in pianoforte presso il Conservatorio di Santa Cecilia nel 1972, dove è anche stata allieva di Giorgio Gaslini, con cui ha successivamente collaborato in 3 LP.
Ha partecipato alla maggior parte dei più importanti festival jazz internazionali negli anni '70, costituendo un trio e un quartetto a suo nome. Dal 1981 vive a New York, dove è entrata in collaborazione con Maxine Sullivan e Kenny Williams, tra gli altri.

## Discografia
- BALLATA, PATRIZIA SCASCITELLI TRIO,  LP RCA Vista Series (1974)
  - Patrizia Scascitelli, pianoforte
  - Roberto Della Grotta, basso
  - Mario Marinelli, batteria
- PATRIZIA SCASCITELLI QUARTET, Concerto Dal Vivo alla Statale di Milano LP Vedette (1975)
  - Patrizia Scascitelli, pianoforte
  - Karl Potter, congas
  - Larry Dinwiddie, sax tenore
  - Marvin "Boogaloo Smith, batteria
- HOMECOMING, PATRIZIA SCASCITELLI SOLO PIANO/TRIO, Splasc(h)  (1998)
  - Patrizia Scascitelli, pianoforte
  - Paolino Dalla Porta, basso
  - Giampiero Prina, batteria
- LIVE IN ROME, PATRIZIA SCASCITELLI SOLO PIANO & DUO, Splasc(h)  (2001)
  - Patrizia Scascitelli, pianoforte
  - Giorgio Gaslini, pianoforte
- CLOSE UP, PATRIZIA SCASCITELLI GROUP, Apria Records (2004)
  - Patrizia Scascitelli, pianoforte
  - Jim Seeley, tromba & flicorno
  - Mark Gross, sax alto-soprano e clarinetto
  - Ada Rovatti,  sax tenore
  - Bob Bowen, basso
  - Carlos Cervantes, batteria

### Collaborazioni
- MESSAGE, GIORGIO GASLINI ENSEMBLE INTERNAZIONALE, LP BASF x23312  (1973)

(Patrizia Scascitelli al pianoforte)
- FAVOLA POP, GIORGIO GASLINI, Produttori Associati PA/LP  (1973)

(Patrizia Scascitelli al pianoforte)
- IN UNA SIMILE CIRCOSTANZA, Gianni Togni, RCA - LP  (1975)